# Per Lundström (läkare)
Per Gustav Vilhelm Lundström, född 13 januari 1910 i Saltsjöbaden, Nacka församling, Stockholms län, död 31 maj 2000 i Vaksala församling, Uppsala län, var en svensk läkare.
Efter studentexamen i Härnösand 1929 blev Lundström medicine kandidat 1932 i Stockholm, medicine licentiat där 1937, medicine doktor i Uppsala 1950 på avhandlingen Studies on erythroid elements and serum iron in normal pregnancy och var docent i obstetrik och gynekologi i Uppsala 1950–1960. 
Lundström var extra ordinarie amanuens vid Karolinska institutets kemiska institution 1933–1934, vikarierande provinsialläkare i Härnösands distrikt 1936–1937, vikarierande andre stadsläkare i Sundsvall 1936–1937, assistentläkare vid Sundsvalls lasaretts kirurgiska avdelning 1938, tillförordnad underläkare och extra läkare 1938–1939, assistentläkare och vikarierande amanuens vid Akademiska sjukhusets kvinnoklinik 1939–1940, extra läkare vid Sundsvalls lasaretts kirurgiska avdelning 1940, andre underläkare vid Umeå lasaretts kirurgiska avdelning 1940–1943, amanuens vid Akademiska sjukhusets kvinnoklinik 1943–1946, underläkare 1946–1953, biträdande överläkare 1950–1953, lasaretts-/överläkare vid Umeå lasaretts obstetrisk-gynekologiska avdelning 1953–1976 och professor vid Umeå universitet 1960–1976. Han var företagsläkare 1976–1986 i Umeå och Askersund. 
Lundström skrev artiklar i obstetrisk-gynekologiska och kirurgiska ämnen.